# Strawberry Prince
Strawberry Prince (すとろべりーぷりんす, Sutoroberī Purinsu) sovint escurçat a SutoPuri (すとぷり) és un grup de J-Pop creat per Nanamori, líder del grup el 2016. Les membres s'han mantingut constants: Nanamori, Jel, Satomi, Colon, Rinu i Root. Cada membre està representat per un personatge il·lustrat quan apareix als mitjans.

## Membres
| Nom      | Nom japonès | Color     | Neix                 |
| -------- | ----------- | --------- | -------------------- |
| Nanamori | ななもり。  | ■ Porpra  | 23 de juny de 1995   |
| Jel      | ジェル      | ■ Taronja | 28 de juliol de 1996 |
| Satomi   | さとみ      | ■ Rosa    | 24 de febrer de 1993 |
| Colon    | ころん      | ■ Blau    | 29 de maig de 1996   |
| Rinu     | 莉犬        | ■ Vermell | 24 de maig de 1998   |
| Root     | るぅと      | ■ Groc    | 25 d'octubre de 1998 |

## Discografia

### Senzills
| Títol                      | Any  | Data de Llançament    | Àlbum             |
| -------------------------- | ---- | --------------------- | ----------------- |
| Ichigo-iro natsu hanabi    | 2018 | 2 de setembre de 2018 | N/A               |
| Strawberry Halloween Night | 2018 | 4 de novembre de 2018 | N/A               |
| Parade wa kokosa           | 2020 | 30 de maig de 2020    | N/A               |
| Christmas no mahō          | 2020 | 30 de maig de 2020    | N/A               |
| Strawberry Nightmare       | 2020 | 30 de maig de 2020    | N/A               |
| Mabushigariya              | 2020 | 30 de maig de 2020    | Strawberry Prince |
| Suki suki seijin           | 2020 | 22 de juny de 2020    | Strawberry Prince |
| Dai uchū Rendezvous        | 2020 | 10 d’agost de 2020    | Strawberry Prince |
| Streamer                   | 2020 | 24 d’agost de 2020    | Strawberry Prince |

## Filmografia

### Programes de ràdio
| Any       | Títol                   | Títol japonès          | Xarxa                        | Ref.        |
| --------- | ----------------------- | ---------------------- | ---------------------------- | ----------- |
| 2019      | Strawberry Monday       | すとぷりMonday         | Sistema de difusió de Nippon | [ 5 ]       |
| 2019–2020 | Strawberry Stop Listen! | すとぷりのStop Listen! | Sistema de difusió de Nippon | [ 6 ] [ 7 ] |